# Zincostaurolita
La zincostaurolita és un mineral de la classe dels silicats, que pertany al grup de l'estaurolita, del qual és l'anàleg mineral amb zinc, fet pel qual rep el seu nom.

## Característiques
La zincostaurolita és un silicat de fórmula química Zn₂Al9Si₄O23(OH). Cristal·litza en el sistema monoclínic. És incolora i la seva duresa a l'escala de Mohs és de 7 a 7,5.
Segons la classificació de Nickel-Strunz, la zincostaurolita pertany a «9.AF - Nesosilicats amb anions addicionals; cations en [4], [5] i/o només coordinació [6]» juntament amb els següents minerals: sil·limanita, andalucita, kanonaïta, cianita, mullita, krieselita, boromullita, yoderita, magnesiostaurolita, estaurolita, topazi, norbergita, al·leghanyita, condrodita, reinhardbraunsita, kumtyubeïta, hidroxilcondrodita, humita, manganhumita, clinohumita, sonolita, hidroxilclinohumita, leucofenicita, ribbeïta, jerrygibbsita, franciscanita, örebroïta, welinita, el·lenbergerita, sismondita, magnesiocloritoide, ottrelita, poldervaartita i olmiïta.

## Jaciments
La zincostaurolita ha estat trobada a l'illa de Samos, a Grècia; a la mina Bleikvassli, Hemnes, Nordland, a Noruega; al riu Kozhim, República de Komi, Regió econòmica del Nord, a Rússia i a les valls del Matt i del Turtmann, Valais a Suïssa.